# Rhesala nigra
Rhesala nigra är en fjärilsart som beskrevs av George Thomas Bethune-Baker 1906. Rhesala nigra ingår i släktet Rhesala och familjen nattflyn. Inga underarter finns listade.